# پروتکل مسیریابی دروازه داخلی پیشرفته
پروتکل مسیریابی دروازه داخلی پیشرفته یا ای‌آی‌جی‌آرپی (به انگلیسی: EIGRP) یک پروتکل مسیریابی از نوع بهبود یافتهٔ بردار-فاصله (به انگلیسی: Distance Vector) است که در ابتدا توسط شرکت سیسکو سیستمز به‌ وجود آمده و به‌طور انحصاری در دستگاه‌های شرکت سیسکو استفاده می‌شد. در سال ۲۰۱۳ شرکت سیسکو آن را تبدیل به یک استاندارد باز کرد تا در محیط‌هایی با چند نوع مختلف از سخت‌افزارها نیز استفاده شود.
در پروتکل ای‌آی‌جی‌آرپی، روترها شبکه‌های شناخته شده توسط خود را به روترهای مجاور (یا «همسایه») اعلام می‌کنند. در این حالت روتر مجاور از روش اتصال روتر اصلی به شبکه اطلاع ندارد و فقط هزینهٔ رسیدن به آن مقصد (به آن شبکه) را از طریق پیوندی که با روتر اعلام‌کننده دارد دریافت خواهد کرد. در این حالت، تمام روترهای متصل به هم که در یک سیستم مستقل (به انگلیسی: Autonomous System) قرار دارند، مسیر رسیدن به همهٔ شبکه‌های داخل این فضای منطقی را خواهند دانست.
روترها در پروتکل EIGRP فقط شبکه‌هایی را که روتر همسایه در اختیار ندارد به او اعلام می‌کنند؛ همچنین به هیچ وجه (درحالت پیش‌فرض و با فعال بودن قابلیتی با نام شکاف افق یا اسپلیت هورایزن (به انگلیسی: Split Horizon) در اینترفیس) اطلاعات و مسیرهای دریافتی از یک پیوند یا واصل را از طریق همان پیوند ارسال نمی‌کنند. این کار برای جلوگیری از به وجود آمدن حلقهٔ لایهٔ ۳ انجام می‌شود. البته این امر می‌تواند در هنگام استفاده از Frame-relay مشکل‌ساز باشد که در آن صورت این قابلیت توسط مدیر سیستم غیر فعال می‌شود یا از ساب‌اینترفیس استفاده می‌کنند.

## جداول مسیریابی
روترها در این نوع از پروتکل مسیریابی، سه جدول مجزا دارند:
- جدول روتینگ: روت‌های فعال و قابل استفاده (صرف نظر از اینکه از طریق چه روتینگ پروتکلی دریافت شده باشند)

مثال در IOS:
```
 Router# show ip route 
     192.168.1.0/30 is subnetted, 3 subnets
D       192.168.1.8 [90/2681856] via 192.168.1.6, 00:05:05, Serial0/1
                    [90/2681856] via 192.168.1.2, 00:05:05, Serial0/0
C       192.168.1.0 is directly connected, Serial0/0
C       192.168.1.4 is directly connected, Serial0/1

```

- جدول همسایه: آدرس آی‌پی تمام روترهایی که به صورت فیزیکی و مستقیما با این روتر در اتصال هستند و همچنین پروتکل ای‌آی‌جی‌آرپی در آن آدرس آی‌پی فعال شده است.

```
 Router# show ip eigrp neighbors
IP-EIGRP neighbors for process 1
H   Address                 Interface       Hold Uptime   SRTT   RTO  Q  Seq
                                            (sec)         (ms)       Cnt Num
1   192.168.1.6             Se0/1             14 00:06:43   36   216  0  13
0   192.168.1.2             Se0/0             11 00:06:48   23   200  0  15

```

- جدول توپولوژی: تمام روت‌های فعال و غیر فعالی (در حالت کلی) که از طریق  پروتکل EIGRP دریافت شده‌اند در این جدول ذخیره می‌شوند.

```
 Router# show ip eigrp topology
IP-EIGRP Topology Table for AS(1)/ID(192.168.1.5)
codes: P - Passive, A - Active, U - Update, Q - Query, R - Reply,
       r - reply Status, s - sia Status

P 192.168.1.8/30, 2 successors, FD is 2681856
        via 192.168.1.2 (2681856/2169856), Serial0/0
        via 192.168.1.6 (2681856/2169856), Serial0/1
P 192.168.1.0/30, 1 successors, FD is 2169856
        via Connected, Serial0/0
P 192.168.1.4/30, 1 successors, FD is 2169856
        via Connected, Serial0/1

```

## واژگان فنی
1. Reported Distance: یا RD، هزینه یا متریک منتشرشده توسط روتر همسایه «فاصلهٔ گزارش شده» نامیده می‌شود. روتر دریافت کننده، از این داده‌ها برای محاسبهٔ فاصلهٔ خود تا مقصد از طریق روتر مورد نظر استفاده می‌کند.
2. Feasible Distance: یا FD (فاصلهٔ عملی) که نشان‌دهندهٔ هزینهٔ رسیدن به شبکهٔ مقصد است. قابل ذکر است که در صورتی که عدد RD از عدد FD‌ بزرگتر باشد، روتر ِ دریافت کننده، داده‌های مربوط به مسیر مورد نظر را در جدول روتینگ قرار نمی‌دهد؛ (اصطلاحا ignore می‌کند) این کار برای جلوگیری از به وجود آمدن حلقه در شبکه انجام می‌شود؛ چرا که این احتمال وجود دارد که بیشتر بودن فاصلهٔ گزارش شده دلیل بر عبور کردن روتر همسایه از روتر دریافت‌کننده باشد.
3. Stuck In Active (SIA): در مواقع از بین رفتن یک شبکه یا لینک اتصال به آن، روترها می‌توانند پیوند دیگری را به جای پیوند قطع شده‌استفاده کنند مگر اینکه از قبل ignore شده باشد. در این حالت روترها پیغامی با نام Query به روترهای دیگر ارسال می‌کنند و تا زمان دریافت پیغام دیگری با نام Reply، پیوند یا اینترفیس مورد اشاره را به حالت SIA درمی‌آورند.
4. Passive Interface: یک اینترفیس انفعالی، پیغام‌هایی ای‌آی‌جی‌آرپی مانند hello و update و ack را ارسال و دریافت نمی‌کند، هرچند شبکه متصل به آن در این پروتکل انتشار داده شده باشد.

## ویژگی‌ها
ای‌آی‌جی‌آرپی روتینگ پروتکلی است که از الگوریتم انتشار به روز (به انگلیسی: Diffusing update algorithm) استفاده می‌کند. عدد AD یا فاصلهٔ مدیریتی (به انگلیسی: Administrative Distance) برای مسیرهای داخلی ۹۰ و برای مسیرهای خارجی ۱۷۰ و برای آدرس‌های summary نیز ۵ است. IPX یکی از پروتکل‌های مورد استفاده در لایه شبکه توسط EIGRP است. آدرس آی‌پی مولتی‌کست برای ای‌آی‌جی‌آرپی ۲۲۴.۰.۰.۱۰ است. همینطور برای اصالت‌سنجی از روش رمزنگاری ام‌دی۵ استفاده می‌کند.